# Seksuele intimidatie en misbruik in de Nederlandse sport
Seksuele intimidatie en misbruik in de Nederlandse sportverenigingen zijn vormen van seksueel grensoverschrijdend gedrag (SGG) binnen Nederlandse sportverenigingen (ook wel sportclub genoemd). Deze vorm van intimidatie en misbruik wordt veelal gepleegd door bekenden van slachtoffers en in mindere mate door onbekenden. De sporters binnen deze verenigingen zijn op professioneel en op amateurniveau actief in de sport. Binnen de sportverenigingen, bonden en het NOC*NSF heerste er in de jaren 1990 nog overwegend een cultuur die gevallen van seksueel grensoverschrijdend gedrag uit de belangstelling probeerden te houden. Na de affaire-Ooms in 1996 kwamen er meer verhalen van SGG naar buiten en de openheid binnen de sportwereld veranderde langzaam. Tot 2017 bleef het voor sporters lastig om hulp te vinden voor seksuele intimidatie en misbruik. Sinds het rapport van Commissie de Vries zijn er veranderingen op te merken. Het NOC*NSF heeft in 2018 en 2019 het meldpunt gereorganiseerd, de overheid toont meer betrokkenheid en er is sinds april 2019 een meldplicht voor SGG.

## Kader

### De Nederlandse sportverenigingen
De meeste Nederlandse sportverenigingen zijn aangesloten bij een bond. Deze bonden zijn op hun beurt lid van het NOC*NSF. In januari 2021 waren hier 77 sportbonden en 13 geassocieerde organisaties bij aangesloten. Gezamenlijk vallen daar bijna 24.000 verenigingen en ongeveer 5,2 miljoen sporters onder.

### Seksuele intimidatie en misbruik
Onder seksuele intimidatie en misbruik vallen alle vormen van seksueel grensoverschrijdend gedrag. Dit is soms een onduidelijk begrip en de begrippen worden soms door elkaar gebruikt. In principe is seksueel misbruik een ernstige vorm van seksuele intimidatie en wordt ook wel seksueel geweld genoemd en is altijd strafbaar. Seksuele intimidatie kan ook milder van vorm zijn, bijvoorbeeld een seksueel getinte opmerking, en is niet per definitie strafbaar.
Het CVSN hanteert een definitie die afgeleid is van de Europese Richtlijn (2002/73/EG van 5 oktober 2002). De definitie luidt als volgt: "Onder seksuele intimidatie wordt verstaan: enige vorm van ongewenst verbaal, non-verbaal of fysiek gedrag met een seksuele connotatie (duiding) dat als doel of gevolg heeft dat de waardigheid van de persoon wordt aangetast, in het bijzonder wanneer een bedreigende, vijandige, beledigende, vernederende of kwetsende situatie wordt gecreëerd."
Het Nederlandse kennisinstituut voor een samenhangende aanpak van sociale vraagstukken (Movisie) en het Vlaamse expertisecentrum voor seksuele gezondheid (Sensoa) hanteren een definitie van seksueel grensoverschrijdend gedrag
die elke vorm van seksueel gedrag of seksuele toenadering omvat op verbale, non-verbale of fysieke wijze, waarbij in het contact aan één of meerdere van de volgende criteria niet is voldaan:
1. wederzijdse toestemming,
2. vrijwilligheid,
3. gelijkwaardigheid,
4. leeftijds- of ontwikkelingsadequaat,
5. contextadequaat,
6. zelfrespect.[4]

In principe valt onder voorgaande definitie elke vorm van seksueel grensoverschrijdend gedrag. Movisie, hanteert een specifieke definitie per term.
- Seksueel grensoverschrijdend gedrag: elk seksueel getint gedrag dat in de beleving van degene die het ondergaat niet gewenst is.
- Seksueel geweld: Seksueel grensoverschrijdend gedrag waarbij er sprake is van (lichamelijke of geestelijke) dwang.
- Seksueel misbruik: elke vorm van seksuele grensoverschrijding waarbij sprake is van seks tussen een volwassene met een kind (Van Berlo & Van Beek, 2015).[5]

## Geschiedenis

### Eerste vermeldingen
In 1988 publiceerde Trouw een artikel over een zwemtrainer die veroordeeld is voor ernstig seksueel grensoverschrijdend gedrag. Als reactie hierop gaf de toenmalige Nederlandse Sport Federatie (NSF, Later gefuseerd met het Nederlands Olympisch Comité - NOC) aan dat ze intensief aandacht gaan besteden aan ongewenste intimiteiten in de sport.
In februari 1996 is er door een drietal judoka's een aanklacht ingediend tegen hun coach onder wie ze wereldkampioen geworden zijn. Naar verluidt is er vanuit de Judo Bond Nederland informatie naar buiten gelekt over vermeend misbruik door de Tilburgse Judocoach Peter Ooms. Frans Hoogendijk, voorzitter van de Judo Bond Nederland in de periode van 1988 tot 1996, verklaarde tegenover Trouw “Ik heb juist altijd geprobeerd de zaak binnen te houden.” Ooms is door de Judo Bond Nederland, per 1 juni 1996, voor drie jaar geschorst en door de rechtbank in Breda in juli 1997 veroordeeld tot vier maanden voorwaardelijke gevangenisstraf.

### NOC*NSF
Sinds de affaire-Ooms heeft het NOC*NSF tal van maatregelen genomen om gedragingen van seksueel grensoverschrijdend gedrag aan te pakken. Zo zijn er gedragsregels opgesteld voor begeleiders, trainers en coaches, zijn er preventieve campagnes opgetuigd en zijn er, naast de reguliere juridische mogelijkheden binnen het strafrecht, mogelijkheden om (vermeende) daders aan te pakken door middel van straffen en maatregelen. Tevens heeft het NOC*NSF in 1998 de Hulplijn beschikbaar gesteld voor sporters die hulp nodig waren voor de moeilijke omstandigheden waarin ze zich begaven. In 2014 is die lijn overgegaan in het Vertrouwenspunt Sport.
Vanwege de complexe structuur in de sport heeft het NOC*NSF niet op elke vereniging dezelfde invloed en komt de verstrekte informatie niet bij alle leden terecht. Er zijn tal van aangesloten bonden, tienduizenden verenigingen en binnen de verenigingen varieert de organisatorische structuur. De ene vereniging is actief betrokken, de andere slechts vanwege een verplicht lidmaatschap voor de licentie en weer een andere vereniging kan dusdanig commercieel opgezet zijn dat de invloed met name vanuit het zittende bestuur uitgeoefend wordt en niet door de bond of de leden.
In 2016 en 2017 kwamen enkele verhalen naar buiten via de media waarbij de vraag gesteld werd of de sportsector het probleem van seksuele intimidatie en misbruik wel goed kan bestrijden. Onder andere een uitzending van Nieuwsuur kwam met felle kritiek op het Vertrouwenspunt Sport. Er werd gesteld "Vertrouwenspunt van NOC*NSF heeft effect van 'n doofpot" Tevens kwamen de media met de constatering dat de plegers van het (vermeende strafbare) seksueel grensoverschrijdend gedrag slechts sporadisch daadwerkelijk berecht werden in het strafrecht. Deze berichtgeving was voor het NOC*NSF aanleiding om de Commissie De Vries aan te stellen.

### Ondersteuning binnen NOC*NSF
- Individuele Begeleiding steunpunten (NSF voor 1988)
- Steunpunt ongewenste intimiteiten (NSF vanaf 1988)
- Hulplijn
- Vertrouwenspunt Sport

Het in april 2019 actief geworden Centrum Veilige Sport Nederland (CVSN) is een zelfstandig functionerend team binnen de afdeling Corporate Affairs van het NOC*NSF. Het CVSN heeft als taak om een luisterend oor te bieden, advies te geven voor verdere opvolging van een melding en het registreren van de melding in een centraal casemanagementsysteem.

## Topsport
Topsporters die te maken hebben gehad met seksueel grensoverschrijdend gedrag (SGG) zijn of waren actief in verschillende sporten. Er is geen indicatie dat de ene sport meer SGG gevallen kent dan een andere sport. De onderstaande volgorde is volledig willekeurig gekozen.

### Zwemmen
- Marcel Wouda heeft als jeugdspeler te maken gehad met SGG. In 2001 schreef Mark Hoogstad het boek De Macht Van Water. Hierin is beschreven dat een arts van Wouda tot tweemaal toe SGG gepleegd had bij hem. Wouda noemde het "niet zozeer seksueel misbruik als wel een vorm van machtsmisbruik".
- Ela Hutten kwam in 2017 met het boek Onder Water waarin ze een verhaal vertelt over misbruik in de sport.

### Wielrennen
- Marijn de Vries
- Petra de Bruin

### Tafeltennis
- Bettine Vriesekoop

### Boksen
- Lucia Rijker

## Cijfers amateursport
Cijfers vertellen vrijwel nooit het hele verhaal. Het is relevant om de wereld achter de cijfers goed te begrijpen en te beseffen dat de cijfers door middel van exploratieve statistiek tot stand zijn gekomen. Tevens is het effect van dark number van toepassing omtrent de statistieken van seksueel grensoverschrijdend gedrag en het strafbare seksuele misbruik in het bijzonder. Uit een onderzoek van Tine Vertommen, welke plaatsvond in december 2017, bleek het volgende:

### Slachtoffers
- 12% van de sporters heeft te maken gehad met seksuele intimidatie.
- 4% heeft aangegeven als jeugdspeler te maken gehad met seksueel geweld.
- Op jonge leeftijd op hoog niveau sporten verhoogt het risico om seksueel grensoverschrijdend gedrag te ervaren.
- Lhbt-sporters en andersvalide sporters lijken kwetsbare groepen om seksueel grensoverschrijdend gedrag te ervaren.

### Plegers
Deze getallen overlappen elkaar, de coach is bijvoorbeeld een bekende volwassene, enzovoorts.
- 44% van de gevallen van seksueel grensoverschrijdend gedrag de pleger een medesporter was.
- 39% van de gevallen ging het om een bekende volwassene in de club.
- 21% kwam voor rekening van de coach
- 22% van de gevallen ging het om een onbekende.[15]

Grooming lijkt niet evident plaats te vinden maar blijkt wel uit getuigenissen van slachtoffers.